# Agrostis mutabilis
Agrostis mutabilis é uma espécie de gramínea do gênero Agrostis, pertencente à família Poaceae.